# Iva Toguri D'Aquino
Iva Ikuko Toguri D'Aquino (en japonais : アイバ・戸栗・ダキノ), née le 4 juillet 1916 à Los Angeles et morte le 26 septembre 2006 à Chicago, était une citoyenne américaine d'origine japonaise qui fut une « rose de Tokyo », une participante à la diffusion de propagande nippone en langue anglaise par radio à destination des soldats alliés pendant la Seconde Guerre mondiale.

## Biographie
Iva Toguri D'Aquino est née à Los Angeles d'immigrants japonais, son père, Jun Toguri est arrivé aux États-Unis en 1899 et sa mère, Fumi, en 1913. Élevée dans le christianisme, elle fait ses études secondaires à Mexico et San Diego avant de revenir à Los Angeles pour le lycée. Elle est diplômée de l'Université de Californie à Los Angeles en 1940 en zoologie.
Le 5 juillet 1941, elle embarque sur un navire partant de San Pedro pour le Japon, pour rendre visite à de la famille. N'ayant pas de passeport, le Département d'État des États-Unis lui délivre un Certificat d'Identification. En août, elle fait une demande de passeport auprès du consulat américain au Japon pour rentrer chez elle. La demande est envoyée au Département d'État mais après l'Attaque de Pearl Harbor le 7 décembre 1941, ils refusent de reconnaître sa nationalité américaine.

## The Zero Hour

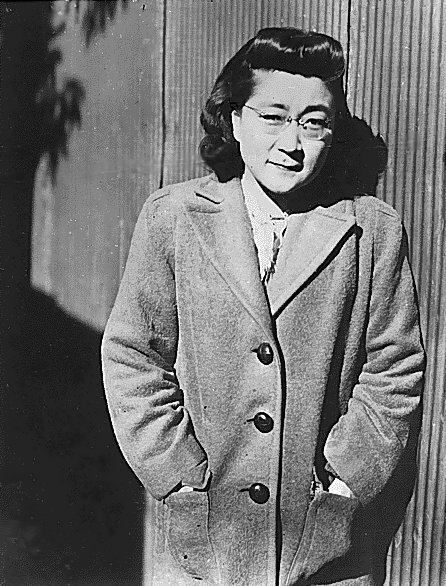
Toguri en décembre 1944 à Radio Tokyo

Alors que débute la Guerre du Pacifique, le gouvernement japonais la presse de renoncer à sa nationalité américaine, comme à tous les autres Américains sur le territoire japonais à l'époque. Elle refuse et est déclarée comme ennemi étranger et interdite de carte de rationnement. Pour subvenir à ses besoins, elle est embauchée comme dactylographe dans une agence d'informations japonaise et commence alors à travailler pour Radio Tokyo.
En novembre 1943, les prisonniers de guerre alliés sont obligés de participer à des émissions de propagande et elle est sélectionnée pour présenter l'émission The Zero Hour. Son producteur est le major de l'armée australienne Charles Cousens, capturé durant la bataille de Singapour et forcé de prendre part à cette émission,. Ils travaillent avec le capitaine de l'armée américaine Wallace Ince et le lieutenant de l'armée philippine Normando Ildefonso. D'Aquino refuse d'enregistrer des émissions anti-américaines. Cousens et elle décident alors d'en faire une source d'amusement. La propagande japonaise officielle souvent incompétente en anglais comprend mal cependant leurs nuances et double sens.
Iva Toguri D'Aquino participe à de nombreux sketches mais ne présente pas les informations. Elle gagne environ 150 yen par mois (soit environ 4 €). Pendant la guerre, ni elle, ni les autres radiodiffuseurs n'utilisent le nom de « rose de Tokyo » pour parler d'elle en particulier. Ce nom est le nom commun donné à toutes les voix féminines diffusant la propagande sur la radio japonaise. Elle présente près de 340 épisodes de The Zero Hour, sous les pseudos de « Ann » (pour « Announcer ») et plus tard, « Orphan Ann », en référence au personnage du comic Little Orphan Annie.

## Après-guerre et procès

### Arrestation

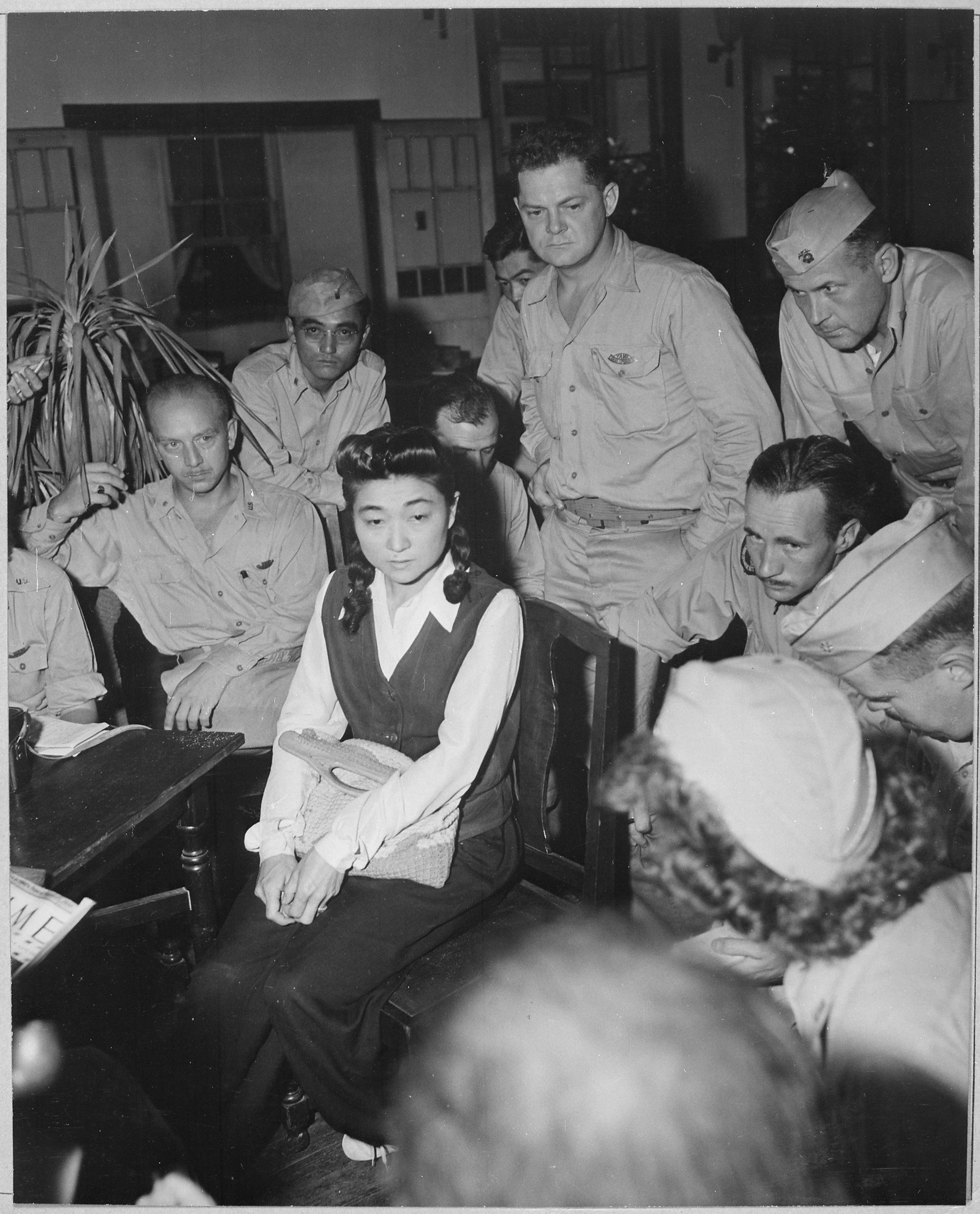
Toguri interviewée par la presse en septembre 1945

Après la capitulation du Japon le 15 août 1945, le Cosmopolitan et l'International News Service lui proposent 2 000 $ pour une interview exclusive. Ayant besoin d'argent et cherchant toujours à rentrer chez elle, elle est sur le point d'accepter lorsqu'elle est arrêtée le 5 septembre 1945. Elle passe un an en prison avant d'être libérée, ni le Federal Bureau of Investigation (FBI), ni le personnel du général Douglas MacArthur n'ayant trouvé de preuve de son aide aux forces de l'Axe. Les prisonniers de guerre américains et australiens ayant écrit ses scripts prouvent qu'elle n'a commis aucun méfait.
Selon le site du FBI, « l'enquête du FBI sur les activités d'Aquino couvre une période de cinq ans. Au cours de celle-ci, le FBI a interrogé des centaines d'anciens membres des forces armées américaines ayant servi dans le Pacifique Sud pendant la Seconde Guerre mondiale, déterré des documents japonais oubliés et écoutés des enregistrements des émissions d'Aquino ». Conduite avec le Counter Intelligence Corps de l'armée américaine, ils « ont mené une enquête approfondie pour déterminer si D'Aquino a commis des crimes contre les Etats-Unis. Au mois d'octobre suivant, les autorités ont décidé que les informations récoltées ne méritaient pas de poursuites et elle a été libérée ».
Elle demande à rentrer aux États-Unis pour permettre à son enfant de naître sur le sol américain, mais l'animateur radio et journaliste Walter Winchell fait pression contre elle dans les médias. Son enfant naît finalement sur le sol japonais mais meurt peu après. Elle est de nouveau arrêtée par les autorités militaires américaines et envoyée à San Francisco le 25 septembre 1948 où elle est accusée de trahison pour avoir « adhéré au gouvernement impérial du Japon pendant la Seconde Guerre mondiale et pour leur avoir apporté aide et réconfort ».

### Procès pour trahison
Son procès pour trahison s'ouvre le 5 juillet 1949 à la cour fédérale de San Francisco. Ce fut le plus long et le plus coûteux des procès de l'histoire américaine à cette date. Toguri est défendue par des avocats menés par Wayne Mortimer Collins, un avocat spécialisé dans les droits de nippo-américains. Il demande l'aide de Theordora Tamba, qui deviendra un ami proche de D'Aquino jusqu'à sa mort en 1973.
Le 29 septembre 1949, elle est reconnue coupable d'une seule accusation qui statue : « un jour d'octobre 1944, la date exacte étant inconnue pour les jurés, l'accusée a, à Tokyo, Japon, dans les studios de la Broadcasting Corporation of Japan, parlé à la radio de la perte de navires alliés ». Elle est condamnée à une amende de 10 000 $ et à dix ans de prison, son avocat la considérant comme ayant été déclarée « coupable sans preuve ». Elle est envoyée à la Prison fédérale pour femmes de Alderson (Virginie-Occidentale). Elle est libérée sur parole le 28 janvier 1956 après six ans et deux mois d'incarcération et déménage à Chicago.

## Pardon présidentiel

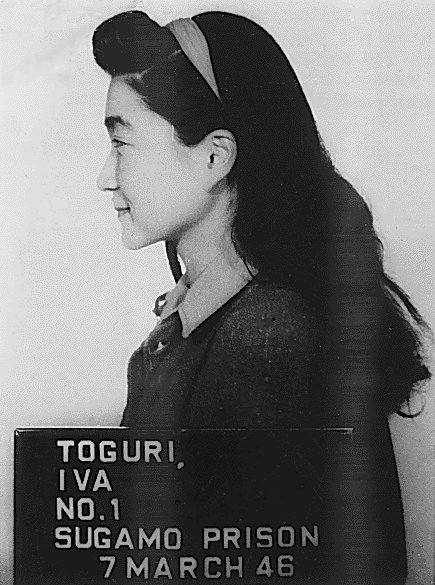

En 1976, une enquête du Chicago Tribune par Ron Yates découvre que Kenkichi Oki et George Mitsushio, deux des témoins principaux du procès D'Aquino, se sont parjurés. Ils avouent que le FBI et l'armée américaine les ont entraînés sur ce qu'ils devaient dire et ont menacé de les poursuivre pour trahison s'ils ne coopéraient pas.
Le président américain Gerald Ford accorde à Iva Toguri D'Aquino une grâce présidentielle inconditionnelle, à l'occasion de son dernier jour à la Maison-Blanche, le 19 janvier 1977, sur la base de ce reportage du Chicago Tribune et sur les précédents problèmes soulevés pendant le procès. La décision est votée de façon unanime à l’Assemblée et au Sénat de la Législature d'État de la Californie. La grâce lui permet de récupérer la nationalité américaine qui lui avait été retirée lors de sa condamnation.

## Dernières années
Le 15 janvier 2006, le Comité des Vétérans de la Seconde Guerre mondiale décerne à D'Aquino le Edward J. Herlihy Citizenship Award pour « son esprit indomptable, son amour de la patrie et son courage qui fut un exemple pour ses compagnons américains ». Selon son biographe, elle considère ce jour comme le plus important de sa vie.
Iva Toguri D'Aquino meurt le 26 septembre 2006 à l'hôpital de Chicago, à l'âge de 90 ans,.